# Jaguar XJ
La Jaguar XJ è un modello di berlina di lusso prodotta dalla casa automobilistica britannica Jaguar a partire dal 1968 al 2019. Nel corso degli anni ne sono state realizzate varie serie, ma l'ultima, benché conservi l'impostazione e la filosofia tipica del modello, è molto differente dalla versione originaria.
Le serie del modello XJ prodotte sono le seguenti:
- Series I (1968-1973)
- Series II (1973-1979)
- Series III (1979-1986/1992)
- XJ40 (1986-1994)
- X300 (1994-1997)
- X308 (1997-2003)
- X350 (2003-2007)
- X358 (2007-2009)
- X351 (2009-2019)

## Storia
Al termine degli anni sessanta la Jaguar avvertì l'esigenza di aggiornare la propria immagine raccogliendo la sfida di concorrenti emergenti nel settore lusso, come Mercedes-Benz e BMW. Dovette pertanto progettare ex novo un nuovo modello in grado di sostituire una serie di modelli ormai obsoleti, come le vecchie 240 e 340/380, la S-Type e la 420 G.
Nacque così il progetto denominato inizialmente XJ4, come acronimo di eXperimental Jaguar (il 4 non aveva alcun riferimento specifico). Il compito da assolvere fu arduo, poiché bisognava mantenere l'eleganza e il prestigio del marchio, ma introdurre delle novità progettuali tali da realizzare una svolta nella tradizionale gamma, senza però deludere l'esigente e affezionata clientela.
Dopo il debutto al Salone dell'automobile di Parigi nel 1968, venne presentata al London Motor Show nello stesso anno. La XJ si ispirava alla precedente 420, ma con una linea più filante e leggera di quest'ultima. Il lancio del nuovo modello XJ fu sostenuto anche da un'adeguata campagna pubblicitaria che in Gran Bretagna vide come testimone lo stesso fondatore della casa inglese sir William Lyons, che definiva la XJ come la «più bella e raffinata berlina che la Jaguar avesse mai costruito».
Il successo non tardò a concretizzarsi e nel corso degli anni fu tale che portò alla realizzazione di due serie successive; dal 1986 furono poi realizzati altri modelli ad esse ispirate, mantenendo quasi invariato il suo stile per circa quarant'anni, malgrado le vicissitudini economiche e i vari passaggi di proprietà che la prestigiosa casa automobilistica britannica vide susseguirsi con il tempo.
L'ultima acquisizione della Jaguar da parte del gruppo indiano Tata Motors ha dato seguito al notevole quanto discusso rinnovo della gamma già avviato sotto la gestione Ford, secondo un design radicalmente diverso, compresa la nuova XJ, che di fatto in comune con le vecchie versioni ha ormai soltanto il nome.

## LaSeries I(1968-1973)

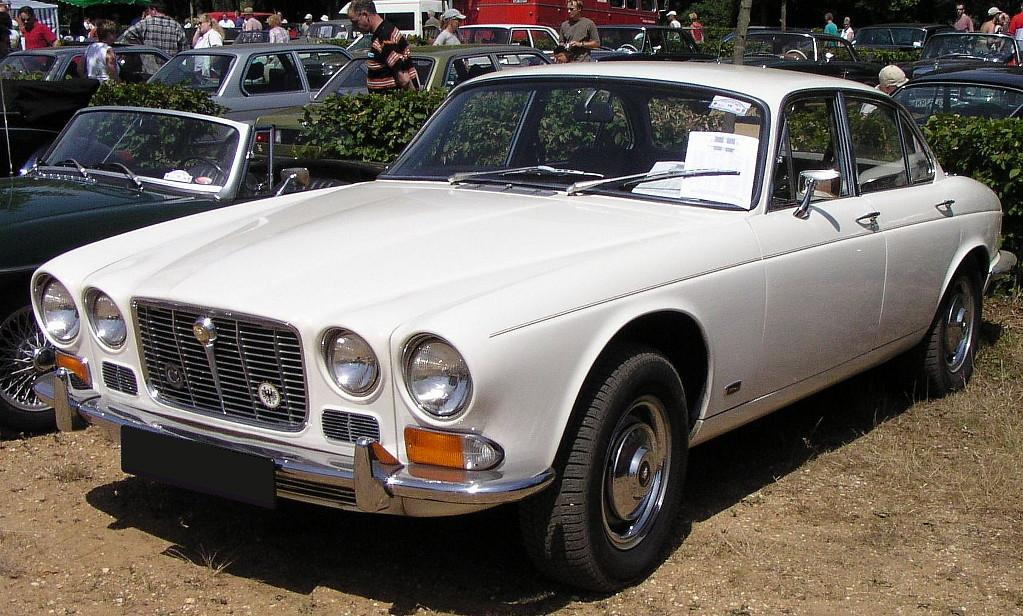
Una XJ (Series I) del 1969

La prima serie della XJ debuttò al Salone dell'Automobile di Parigi del 1968 e divenne presto un modello strategico per la casa di Coventry. Innanzitutto rappresentava una svolta importante poiché doveva adattarsi a un mercato in evoluzione, reinterpretando in chiave più attuale il classico stile della casa inglese senza perderne il fascino; in secondo luogo con la Series I si contò di riconquistare il mercato americano non più garantito delle sempre minori vendite dei modelli precedenti. Inoltre fu l'ultima vettura progettata sotto la direzione del fondatore sir William Lyons, rimasto in carica nonostante la nuova acquisizione della Jaguar da parte della British Motor Corporation.
La carrozzeria dal disegno più snello e caratterizzata da inedite linee tese piacque subito. Essa presentava un inedito cofano motore dalle nervature decise e una nuova calandra rettangolare e bassa. Alcune perplessità vi furono invece per gli interni, più moderni e razionali, ma giudicati privi della tradizionale opulenza tipica dei precedenti modelli. Per la prima volta la plancia, seppur di ottima fattura, era impiallacciata in legno verniciato e non più in noce massello; così come il rivestimento in pelle naturale, di serie solo su alcune versioni, non includeva più i pannelli porta che erano in vinile.
Malgrado le lievi titubanze, la linea riuscita e la raffinata meccanica convinsero presto il pubblico e il successo di questo nuovo modello non tardò a concretizzarsi. Dal punto di vista tecnico, la XJ fu un'evoluzione della precedente 420 G ed era caratterizzata dalla trazione posteriore, dalle sospensioni a ruote indipendenti con bracci trasversali sia anteriormente che posteriormente, dallo sterzo a cremagliera e dai quattro freni a disco. Molto curata la sicurezza passiva a protezione degli occupanti, che prevedeva l'inserimento di rinforzi tubolari della scocca e l'inserimento di barre laterali negli sportelli.
Al momento del debutto furono disponibili due motori, entrambi 6 cilindri in linea con distribuzione bialbero e alimentazione a due carburatori. In vetta alla gamma si poneva il noto Serie XK da 4.235 cm³ capace di erogare 186 CV (DIN), mentre alla base c'era un nuovo corsa corta da 2.791 cm³ e 142 CV (DIN). La XJ6 4.2, che offriva di serie anche il servosterzo, poteva essere scelta con cambio manuale a 4 rapporti più overdrive o automatico a 3, la 2.8 era disponibile soltanto con cambio manuale e l'opzione dell'overdrive Laycock de Normanville. Tuttavia il motore da 2,8 litri accusò problemi d'affidabilità e fu successivamente ritirato dal commercio. In particolare questo motore non è mai stato utilizzato in altri modelli a causa di problemi intrinseci che causavano la foratura dei pistoni nelle vetture esportate nel continente.
Le testate 2.8 del 1969 avevano un perno di posizionamento cancellato per errore durante il montaggio, che provocava un leggero disallineamento con i cilindri. Ciò ha comportato la chiusura delle tolleranze del pistone e un certo rumore del pistone. I pistoni di produzione sono stati modificati riducendo l'angolo del cuneo superiore. Questa leggera modifica, che non venne testata al banco, a sua volta generava una temperatura della valvola di scarico molto elevata, con successivo deposito di particelle a grana fine sulla superficie del pistone (incrostazioni). Durante la combustione ciò poteva causare preaccensione ed eccessive macchie di calore localizzate, che portavano al distacco e alla fusione dei depositi con conseguente foratura del pistone, soprattutto nel cilindro numero 6 (il più svantaggiato da un punto di vista termico). Tale problema non si era verificato durante i collaudi e le prove stampa in quanto le auto vennero testate e provate sempre con clima inglese e ad andature piuttosto allegre, pertanto non ci furono le condizioni necessarie per far emergere il problema.
Jaguar impiegò un po' di tempo per risolvere il problema, ma già dal novembre 1969 venne lievemente modificato l'albero a camme per dare al motore un carattere meno appuntito. Dal gennaio 1970 vennero introdotti nei nuovi coperchi valvole che riducevano le temperature nella zona della valvola di scarico. Dal marzo 1970 Jaguar consigliò una diverso gioco delle valvole e suggerì di montare candela Champion N7Y invece delle precedenti Champion N9Y. Dal maggio 1970 vennero introdotti i pistoni modificati e con qualche accortezza d'uso i motori si resero nettamente più affidabili, mentre dall'aprile 1971 venne introdotto un nuovo paraolio posteriore dell'albero a gomiti e infine dal dicembre 1971 venne introdotta una nuova pompa dell'olio. Da questo momento in poi il motore 2.8  continuò la sua carriera con un discreto successo di vendite (19.426 unità) in quanto nell'uso si dimostrava brioso e allo stesso tempo dolce nel funzionamento. Venne poi abbandonato lo sviluppo del 2800, solo 170 motori 2800 vennero montati sulla successiva serie 2, dopodiché mandarono in alienazione il 2800 e riesumarono il vecchio e meno problematico 3.4.
Nel 1972, quasi a festeggiare il pensionamento di sir William Lyons, venne lanciata la XJ12, equipaggiata con un nuovo motore V12 a carburatori di concezione moderna (ovvero un superquadro, cioè con alesaggio e corsa che hanno un rapporto quasi di 1/1), da 5.345 cm³ e 254 CV abbinato al cambio automatico a 3 marce con riduttore idraulico al 50% dei rapporti. Questa versione V12 si distingueva dalle altre XJ6 per la mascherina con barre verticali, il logo Twelve, un allestimento più ricco e l'impianto frenante con quattro dischi autoventilati; in quell'anno la XJ12 fu l'unica berlina a dodici cilindri sul mercato.
Con la Series I, dal 1969 la Jaguar decise di utilizzare l'acquisito marchio Daimler per realizzare un'esclusiva versione denominata Daimler Sovereign, che montava il medesimo motore da 4,2 litri; sempre nel 1972, invece, venne introdotta anche la Daimler Double Six (disponibile anche nella versione a passo lungo), equipaggiata unicamente con il raffinato propulsore V12. Da allora le versioni a marchio Daimler seguirono la stessa successione della XJ e vennero prodotte e aggiornate fino al modello X308.
La Series I uscì dal listino nel 1973, ma venne subito affiancata e sostituita dalla Series II.
| Modello       | Tipo                           | Potenza, coppia @ giri al minuto |
| ------------- | ------------------------------ | -------------------------------- |
| 2.8 Litre L6  | 2,8 L, L6, benzina, XK6        | 180 CV (SAE) 142 CV (DIN)        |
| 4.2 Litre L6  | 4,2 L, L6, benzina, XK6        | 245 CV (SAE) 186 CV (DIN)        |
| 5.3 Litre V12 | 5,3L, V12, benzina, V12 Jaguar | 254 CV (DIN)                     |

Esemplari prodotti
| Modello          | Swb    | Lwb   |
| ---------------- | ------ | ----- |
| Jaguar XJ6 2.8   | 19.426 |       |
| Daimler XJ6 2.8  | 3.221  | 396   |
| Jaguar XJ6 4.2   | 58.972 | 584   |
| Daimler XJ6 4.2  | 11.522 | 396   |
| Jaguar XJ12 5.3  | 2.482  | 753   |
| Daimler XJ12 5.3 | -      | 808   |
| Total            | 95.623 | 2.937 |

## LaSeries II(1973-1979)

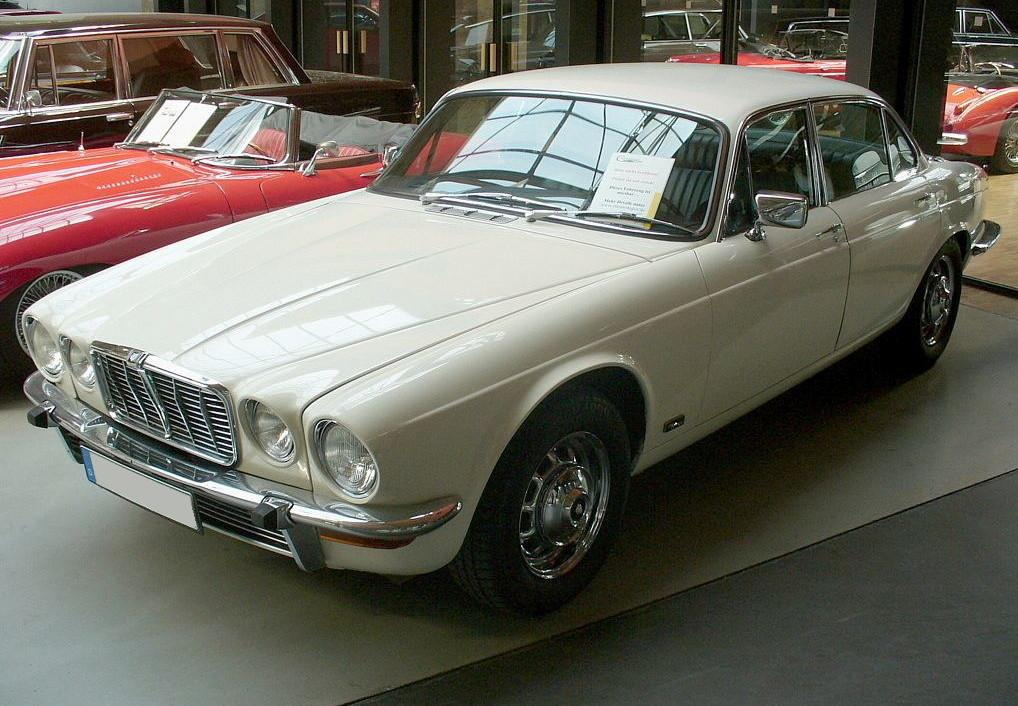
Una Jaguar XJ Series II

Il 1972 fu un anno determinante per la casa del giaguaro. Sir William Lyons si era ritirato a vita privata e con il contestuale pensionamento di Wally Hassan, autore del motore XK, la guida dell'azienda venne assunta da Geoffrey Robinson, già direttore esecutivo della British Leyland. La serie II fu l'ultima Jaguar con l'input diretto di sir William Lyons, che dalla pensione mantenne comunque un ruolo consultivo di primaria importanza in Jaguar fino alla sua morte.
Al Salone dell'automobile di Francoforte del 13 settembre 1973, alla vigilia della crisi petrolifera, venne presentata la Series II. Questa scelta di rinnovare la XJ, ormai divenuta un apprezzato modello della casa inglese in tutto il mondo, fu dettata soprattutto dall'esigenza d'adeguamento alle severe norme USA in tema di sicurezza automobilistica ed emissioni inquinanti. La necessità di spostare più in alto il paraurti, necessità motivata dall'inserimento di un fascione integrato in gomma per le versioni USA, impose di ridisegnare la calandra rendendola più bassa e larga e, per assicurare un'adeguata portata d'aria al motore, di aprire un'ampia feritoia sotto al paraurti stesso. Il nuovo frontale apparve certamente più moderno, ma forse meno personale. Anche gli interni, con l'occasione, vennero aggiornati modificando i pannelli delle portiere, ridisegnando la consolle centrale e la strumentazione.

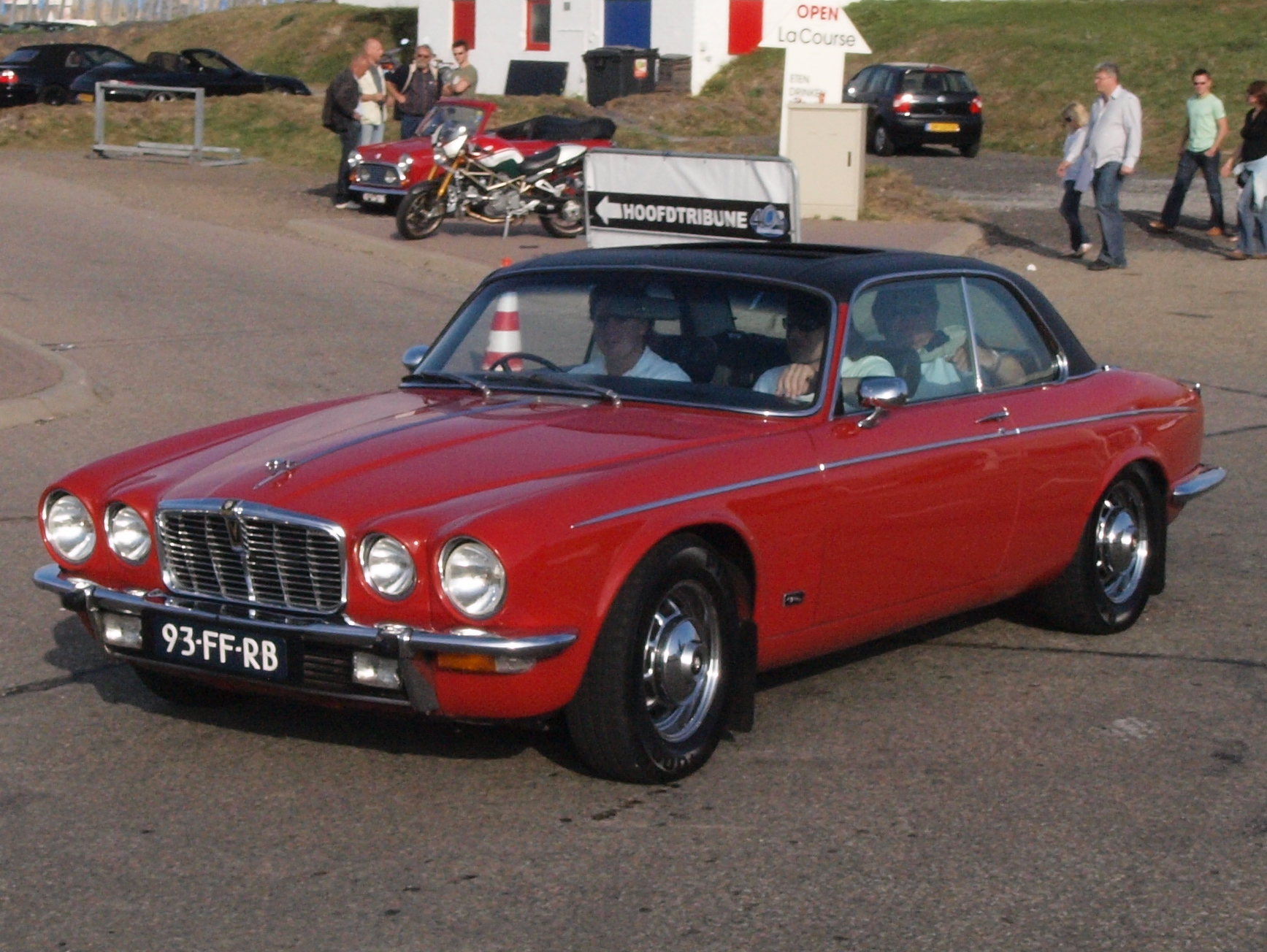
Una XJC, la versione coupé

Per quanto riguarda il motore, tutte le modifiche tecniche furono volte a ridurre consumi ed emissioni, a scapito della potenza massima. Il 6 cilindri da 4,2 litri perse, a causa della drastica riduzione del rapporto di compressione e delle modifiche all'alimentazione, 14 CV, scendendo da 186 CV (DIN) a 172 CV (DIN) mentre il V12, grazie all'adozione dell'alimentazione a iniezione elettronica Lucas, 13 CV (272 contro 285 CV DIN). Il già critico motore da 2,8 litri venne definitivamente abbandonato in favore di un nuovo propulsore da 3.442 cm³ XK e 160 CV. Inoltre, tutte le versioni furono equipaggiate con servosterzo a rapporto variabile di serie mentre all'inizio del 1974, venne rivista anche la versione a passo lungo denominandola Saloon, riconoscibile per una più evidente ampiezza del finestrino posteriore. Con la presentazione del modello coupé il modello a passo corto (SWB) venne abbandonato diventando di fatto uno dei modelli più rari di XJ insieme alla coupé.
Esemplari prodotti
| Modello          | Swb    | Lwb    |
| ---------------- | ------ | ------ |
| Jaguar XJ6 3.4   | -      | 6.490  |
| Daimler XJ6 3.4  | -      | 2.347  |
| Jaguar XJ6 4.2   | 12.370 | 50.912 |
| Daimler XJ6 4.2  | 2.431  | 14.498 |
| Jaguar XJ12 5.3  | -      | 14.226 |
| Daimler XJ12 5.3 | -      | 4.292  |
| Total            | 14.801 | 92.765 |

### La coupéXJC

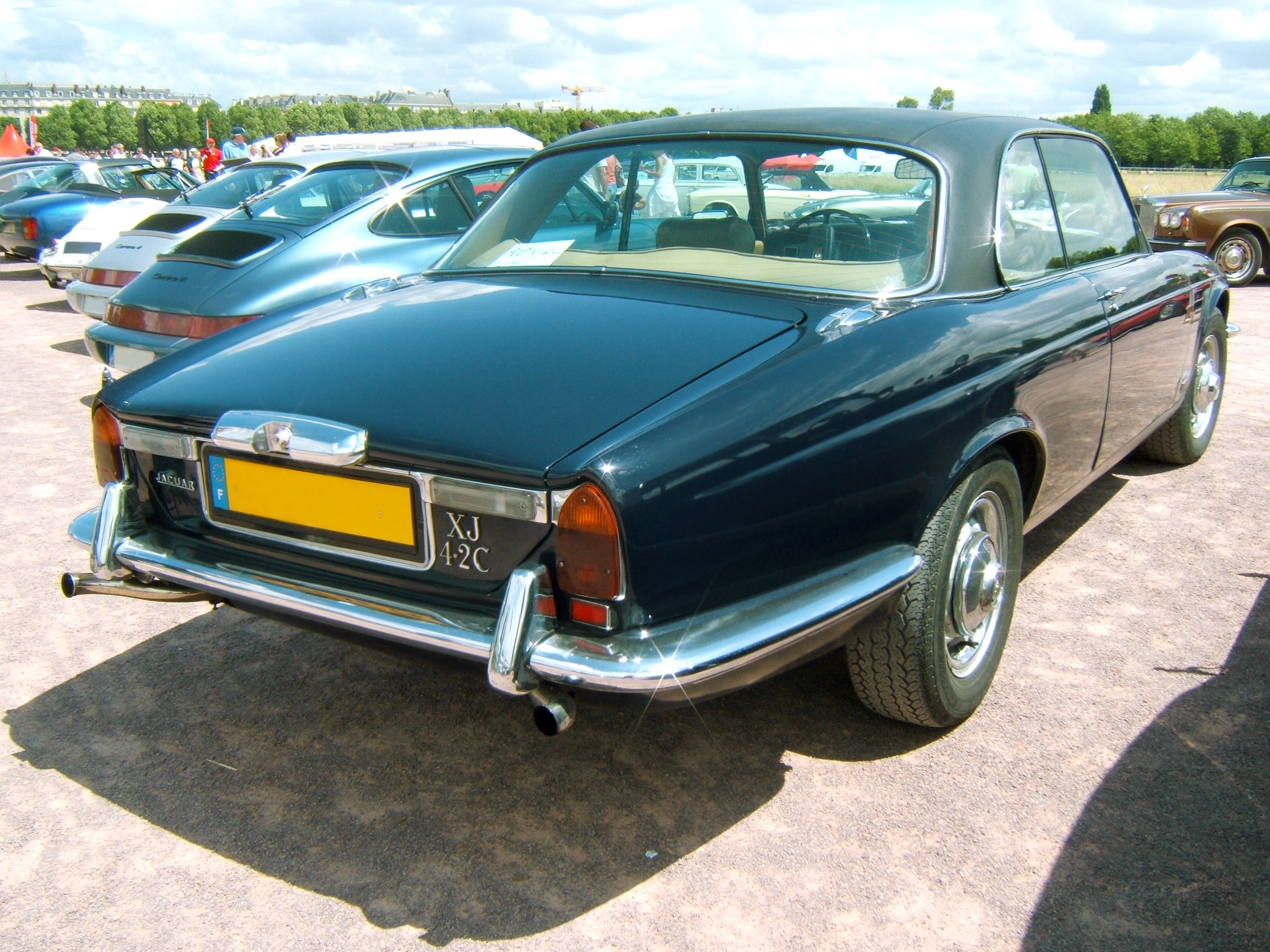
Un esemplare di Jaguar XJC 4.2 del 1975

Nell'aprile dello stesso anno, sulla base del pianale a passo accorciato delle XJ, venne presentata anche la XJC: una rara ed elegante versione coupé con padiglione abbassato, tetto in vinile e l'assenza dei montanti centrali e delle cornici dei finestrini. Questo modello, fortemente voluto da sir William Lyons già dai tempi della Series I, fu considerata una delle coupé più eleganti del mondo. Inoltre fu frutto di una lunga gestazione dovuta alla risoluzione dei problemi relativi a spifferi d'aria e acqua nell'abitacolo.
La XJC venne anche sviluppata per le competizioni dal team Leyland Broadspeed che la utilizzò per partecipare all'ETCC (European Touring Car Championship) nelle stagioni 1976/1977. La carrozzeria era vistosamente allargata per permettere l'alloggiamento degli pneumatici maggiorati e il propulsore V12 venne elaborato portandolo ad una potenza di 550 CV. Sebbene fosse una vettura molto apprezzata e dalle prestazioni accattivanti, si rivelò troppo pesante e il modello agonistico venne abbandonato.
La produzione della XJC di serie si concluse nel 1977 e rappresentò la variante coupé delle berline XJ6 4.2 e XJ12 5.3 rimanendo in listino fino al 1978. Fu realizzata complessivamente in appena 10.426 esemplari, comprendendo tutte le versioni, anche i più rari esemplari marchiati Daimler, così ripartite:
- Jaguar XJC 4.2 - 6.487 pz.
- Jaguar XJC 5.3 - 1.855 pz.
- Daimler Sovereign Coupé 4.2 - 1.677 pz.
- Daimler Double Six Vanden Plas Coupé 5.3 - 407 pz. soltanto nella versione Series II

In assenza della XJC nel 1975 venne presentata la nuova coupé XJ-S, che sostituì la E-Type riscuotendo presto un ottimo successo, mentre la Series II berlina venne sostituita dalla nuova Series III.

## LaSeries III(1979-1986/1992)

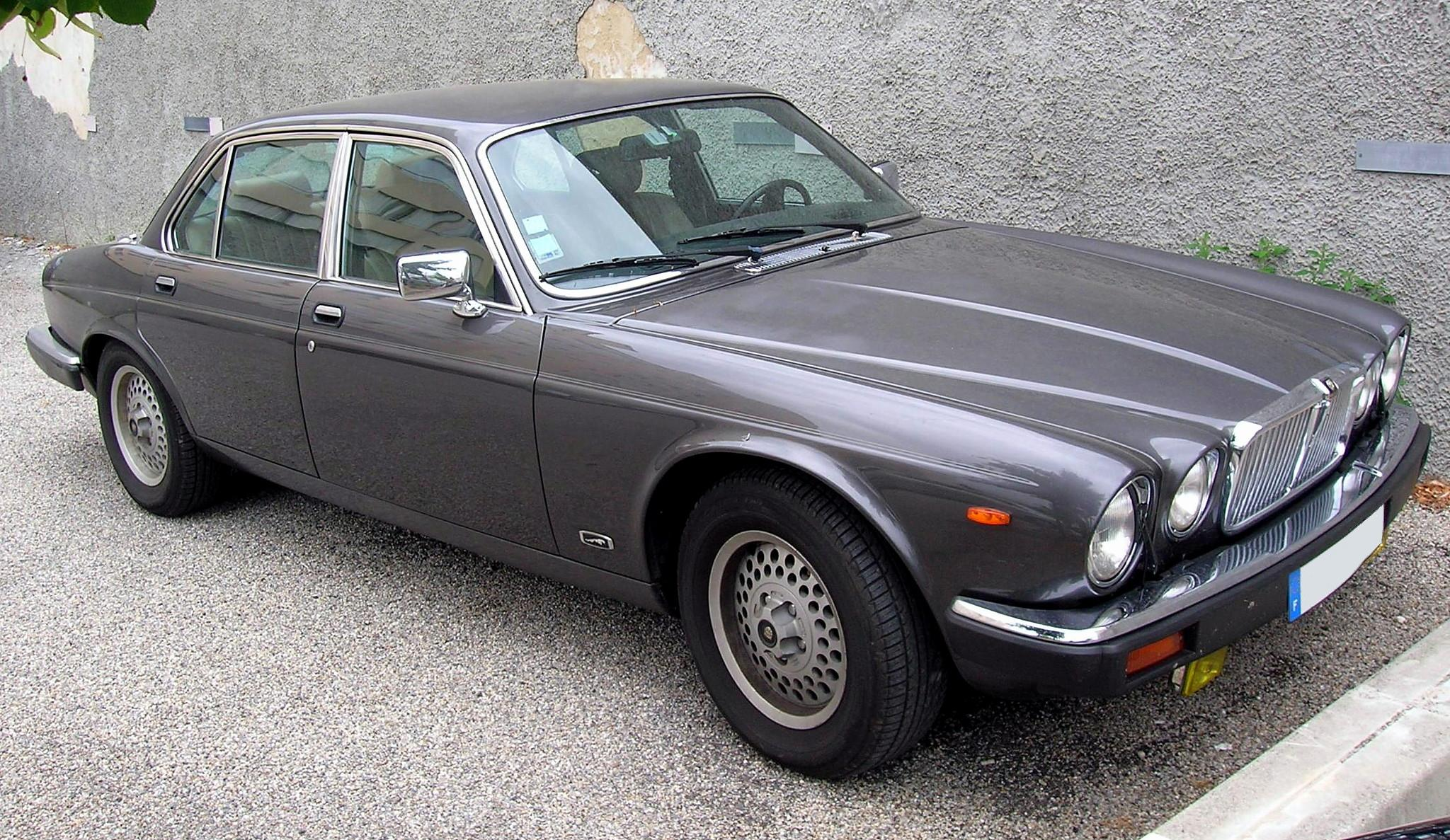
Una XJ 4.2 Sovereign (Series III) del 1983

Al termine degli anni settanta occorreva necessariamente aggiornare la XJ al nuovo decennio in arrivo, nonostante le vendite rimanessero comunque sostenute. L'intervento avrebbe dovuto essere un semplice aggiornamento per mantenere il modello sul mercato ancora per alcuni mesi, poiché era già in fase di avanzata progettazione una versione successiva completamente nuova. In realtà la Series III, presentata nel marzo del 1979, confermò il suo successo e divenne la serie XJ più longeva e forse anche la più apprezzata.

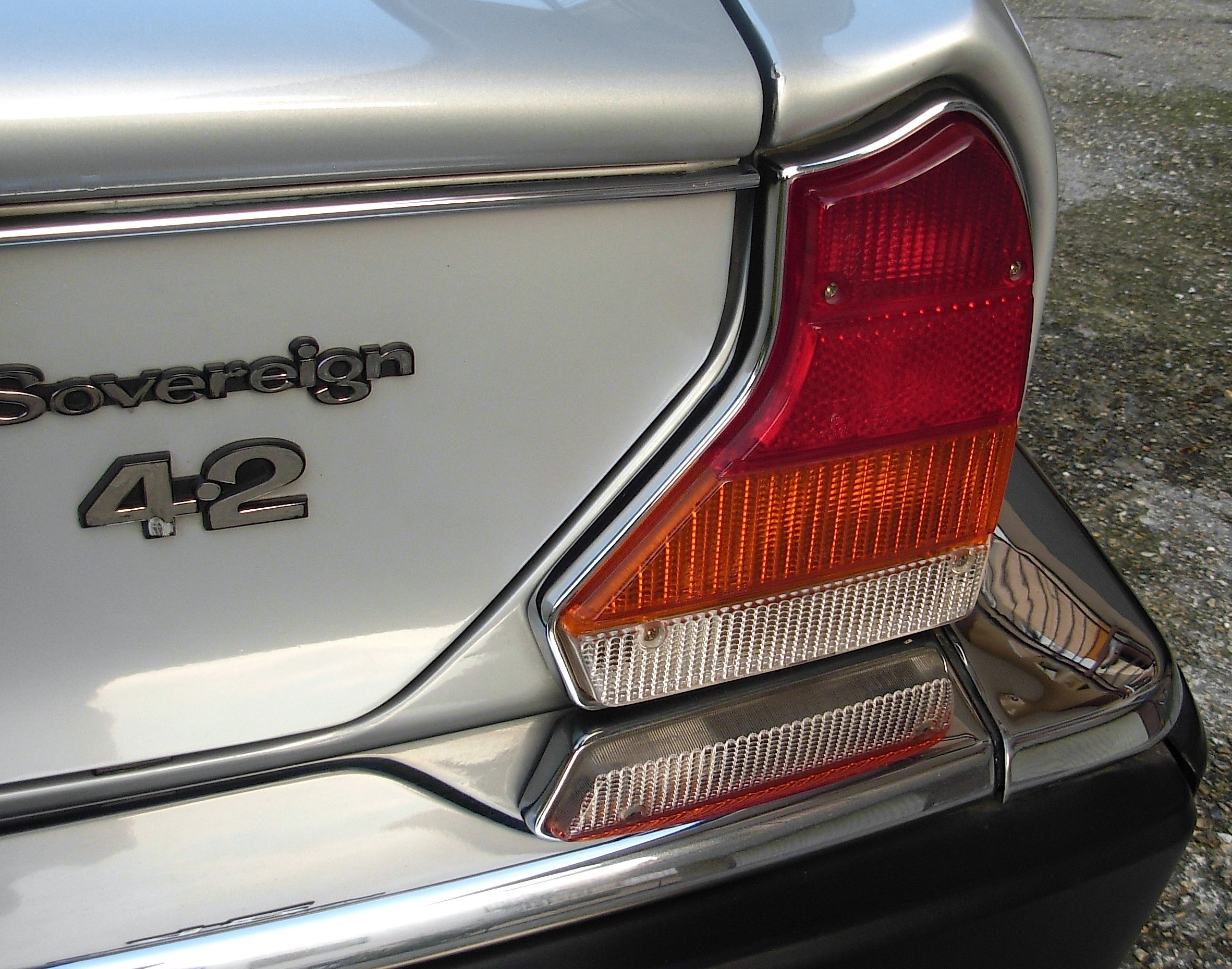
Un dettaglio ritraente i nuovi gruppi ottici posteriori della XJ (Series III) ridisegnati da Pininfarina

Il compito di rendere più competitiva la celebre berlina inglese per gli anni ottanta, ormai modello cruciale dell'intera gamma, venne affidato all'esperta matita di Pininfarina. Lo stilista torinese intervenne in modo sensibile sulle linee della XJ, pur senza snaturare la vera essenza della vettura. Gli interventi estetici di maggiore rilievo furono: la calandra rivista, i gruppi ottici posteriori ridisegnati e ampliati, l'inedito profilo cromato della coda, nuovi paraurti più spessi con l'annesso profilo in gomma comprendente l'integrazione degli indicatori di direzione e dei retronebbia posteriori, il parabrezza più inclinato, eliminazione dei deflettori anteriori, nuovo disegno dei finestrini posteriori e un abitacolo leggermente più alto. Fu proprio grazie alla maggior abitabilità acquisita che, per la prima volta nella storia delle berline Jaguar, fu possibile richiedere in opzione il tetto apribile elettrico.

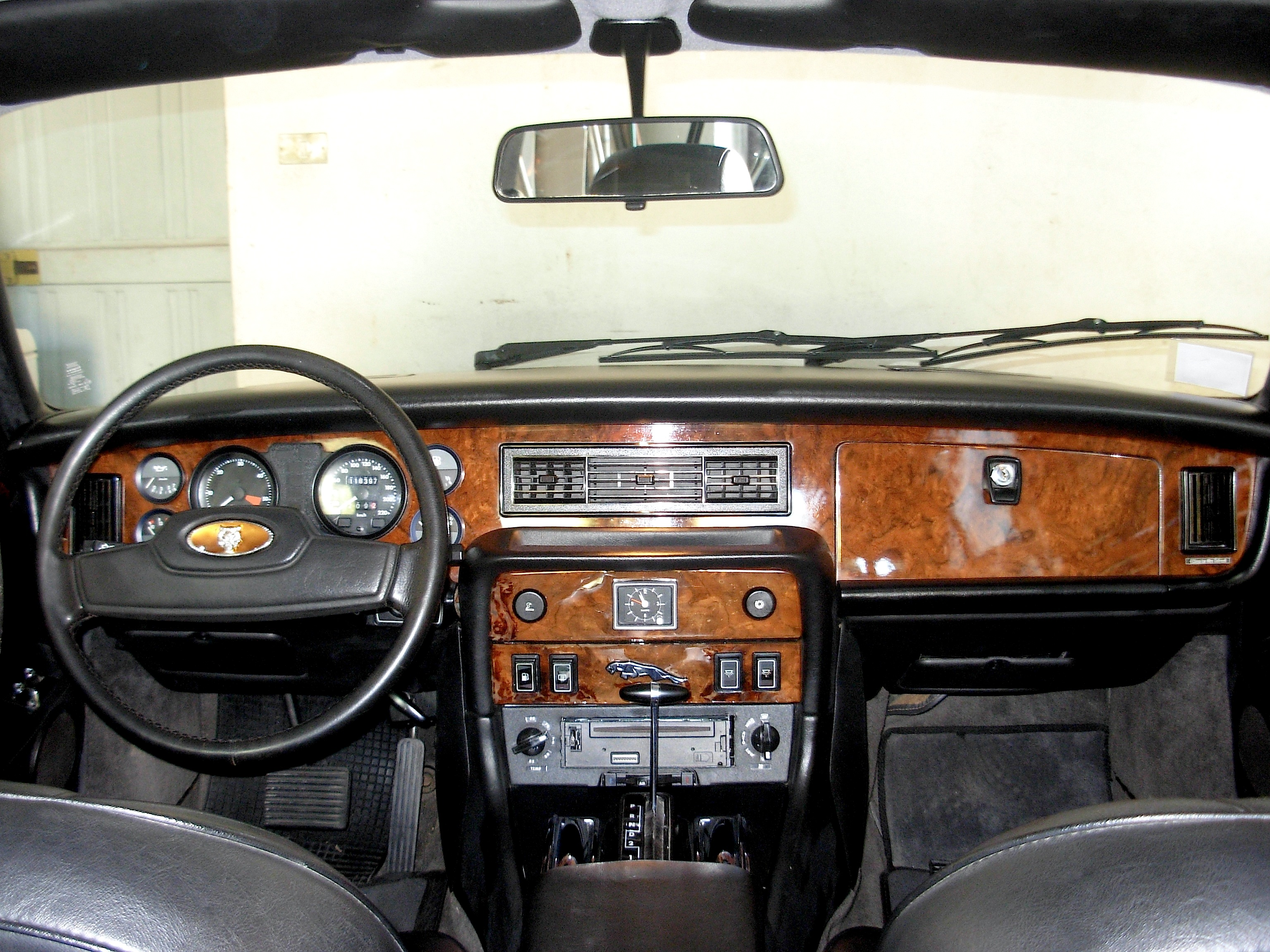
Una immagine della plancia della XJ (Series III)

Anche gli interni furono totalmente ridisegnati, ma mantennero la tipica opulenza del marchio inglese, con ampio utilizzo di pelle naturale e radica di noce. L'aspetto più innovativo fu rappresentato dalla prima comparsa dell'elettronica, offrendo come accessori uno dei primi esemplari di computer di bordo e il cruise control.
Poche furono le novità tecniche. Oltre al motore da 3,4 litri che rimase invariato, il 6 cilindri da 4,2 litri beneficiò di ritocchi all'alimentazione con l'adozione di un'iniezione e di valvole più grandi, che comportarono un incremento della potenza massima che raggiunse i 205 CV a 5.000 giri e della coppia massima, che toccò i 34 kgm a 2.900 giri (ma già a 1.500 giri erano disponibili 29 kgm), mentre sul fronte delle trasmissioni, vennero resi disponibili due nuovi cambi: inizialmente un manuale a 5 marce (LT77 derivato dalla Rover SD1 e successivamente si passò ad un Getrag) e un automatico a 3 rapporti (General Motors Turbo-Hydra Matic per la versione XJ12 5.3 V12 e il Borg-Warner Model 66 sui 6 cilindri da 3,4 e 4,2 litri).
Da questa serie in poi la Jaguar decise di destinare il nome Sovereign per le versioni europee più ricche, senza più utilizzarlo per i modelli a marchio Daimler. Gli allestimenti proposti divennero quindi: Standard e Sovereign, quest'ultimo riservato alle sole versioni XJ6 4.2 e XJ12 5.3 V12. Per il mercato americano, invece, l'allestimento Sovereign venne rinominato Vanden Plas, mentre per l'analoga versione a marchio Daimler si continuò ad utilizzare il nome Double Six, modello che adottava il solo propulsore V12 da 5,3 litri.
Nel 1981 debuttò la versione HE con il motore V12 che beneficiò di una nuova testata con camere di scoppio ridisegnate, valvole più piccole per aumentare la turbolenza, maggior compressione e conseguente efficienza migliorata, non a caso la nuova unità venne chiamata HE: High Efficiency. Le modifiche consentirono di incrementare la potenza a 295 CV e di ridurre, al contempo, i consumi del 25%.
Dal 1984 la versione Sovereign venne dotata dell'ABS di serie.
La Series III a 6 cilindri, nelle versioni 3.4 e 4.2, uscì ufficialmente di listino nel 1986, ma la produzione della XJ12 continuò fino al 1992, per l'impossibilità di montare l'ingombrante V12 da 5,3 litri sulla successiva versione XJ40. Nel 1992, infatti, sia il motore V12 che il vano motore della XJ40 vennero modificati per rendere finalmente possibile il trapianto, cosa che permise di terminare definitivamente la produzione della Series III, dopo essere stata presente in listino per più di vent'anni, considerando anche le serie precedenti che, nel complesso, differivano di pochi dettagli. Per questo motivo, poiché realizzata ancora alla presenza del fondatore sir William Lyons, la Series III fu considerata «l'ultima grande Jaguar».

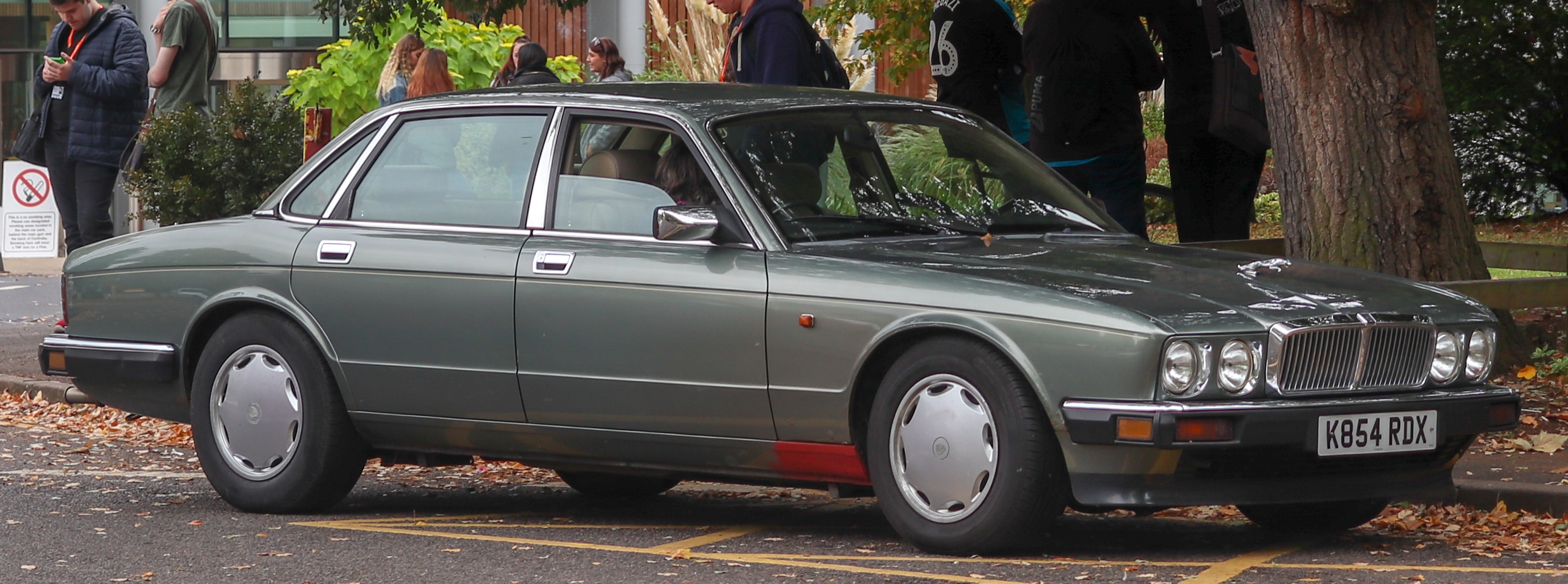
Jaguar XJ6 (XJ40) 1992

| Modello         | Tipo                            | Potenza, coppia @ giri al minuto       |
| --------------- | ------------------------------- | -------------------------------------- |
| 3.4 Litre L6    | 3,4 L, L6, benzina, XK6         |                                        |
| 4.2 Litre L6    | 4,2 L, L6, benzina, XK6         | 205 CV, 313 N•m@ a 3700 giri al minuto |
| 5.3 Litre V12   | 5,3 L, V12, benzina, V12 Jaguar | 287 CV, 399 N•m@ a 4500 giri al minuto |
| 5.3HE Litre V12 | 5,3 L, V12, benzina, V12 Jaguar | 295 CV,                                |

## LaXJ40(1986-1994)
La quarta generazione della XJ fu prodotta per un totale di 8 anni, dalla quale futuro derivate anche le X300 e X308. 
Lo sviluppo della vettura iniziò all'inizio degli anni '70 (con modellino in scala costruiti già nel 1972). Il progetto subì numerosi ritardi a causa di problemi finanziari e societari della controllante British Leyland e della crisi petrolifera del 1973. La XJ40 fu presentata l'8 ottobre 1986 al British International Motor Show.
La nuova generazione aveva uno stile e design significativamente diverso, più squadrato e spigoloso rispetto alla precedente Series III. Gli interni furono modernizzati con il passaggio a un quadro strumenti digitale, sebbene questo fu sostituito nel 1990 a favore di una strumentazione analogica.
Le XJ40 a sei cilindri erano alimentate dal motore AJ6, che sostitui l'unità XK6 utilizzata nelle precedenti XJ. La nuova unità presentava una testata a quattro valvole e doppi alberi a camme in testa. Nel 1993, un anno prima della fine della produzione della XJ40, furono reintrodotti i modelli XJ12 con motore V12 e Daimler Double Six.

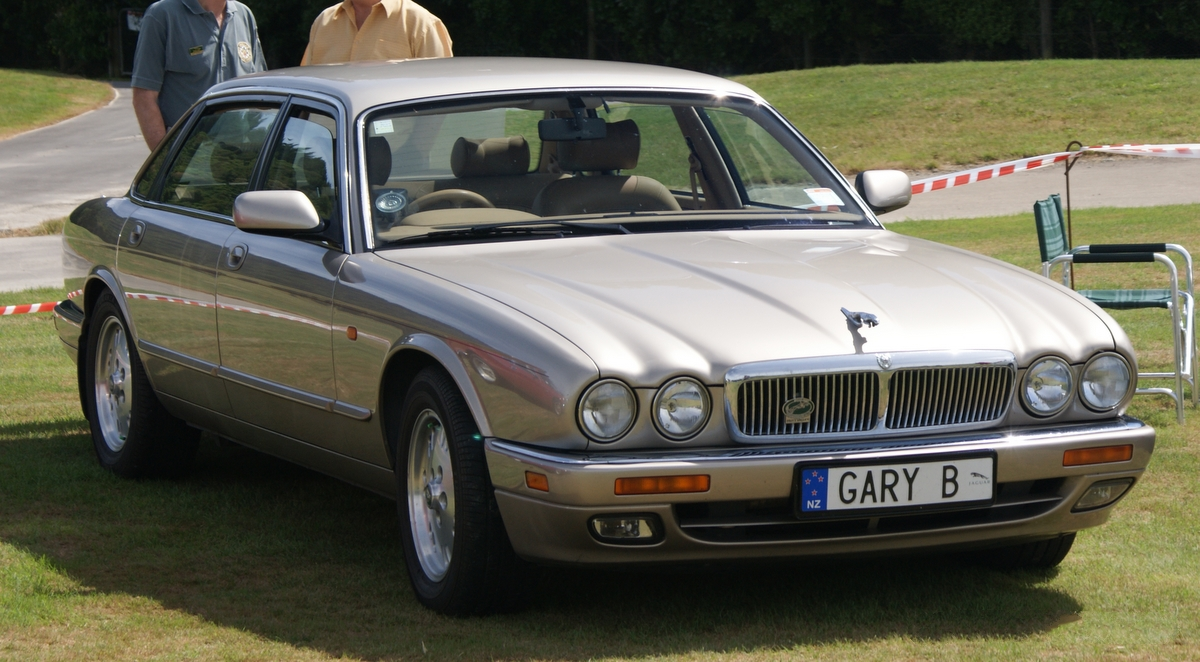
Jaguar XJ6 (X300) 1996

## LaX300(1994-1997)
La X300, presentata nell'ottobre 1994 al salone di Parigi, venne ridisegnata in modo significativo per tornare ai quattro fanalo rotondi e ad un design più curvilineo. Meccanicamente era derivata dall'XJ40 che andava a sostituire.

## LaX308(1998-2003)

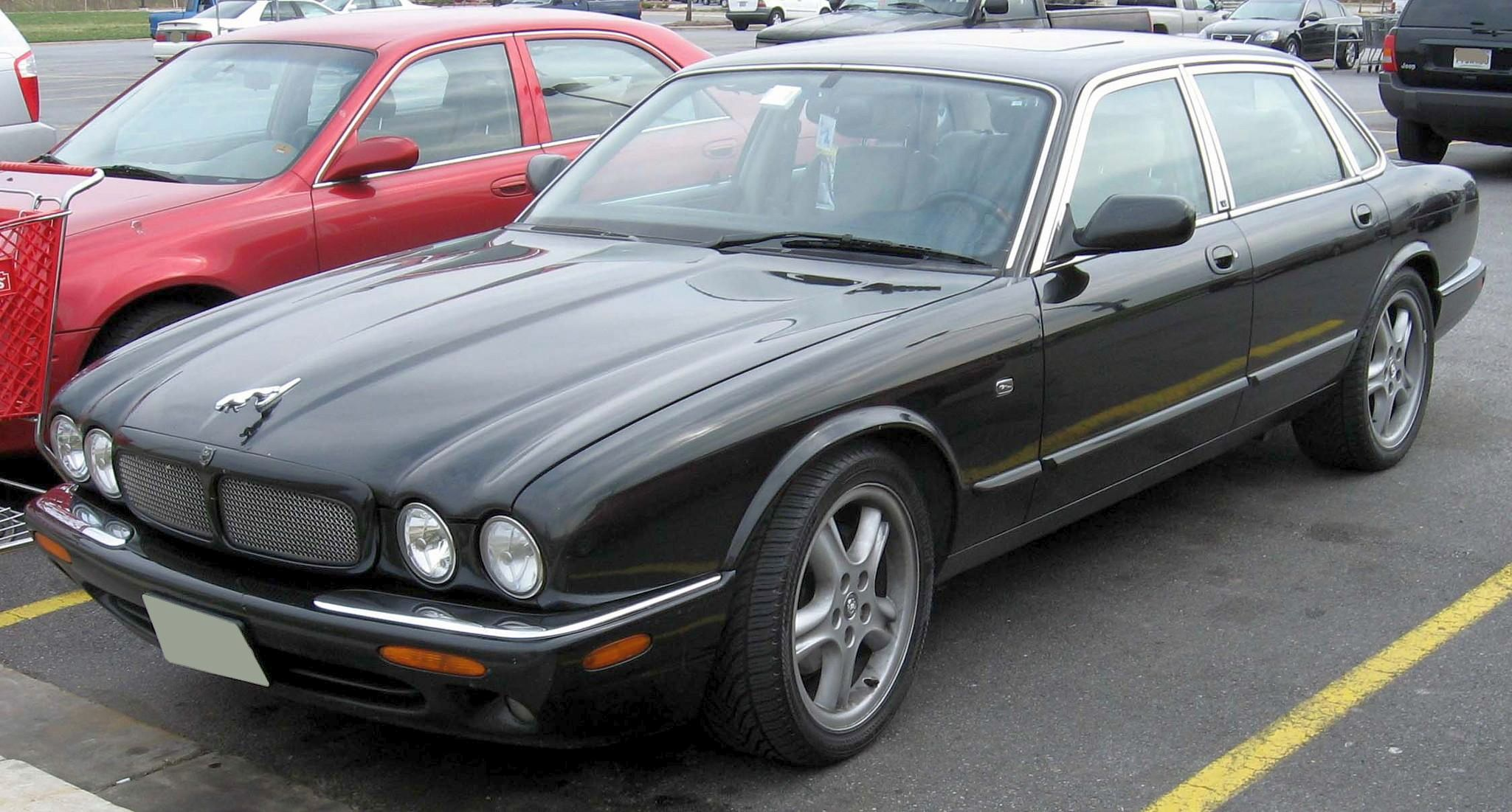
Una Jaguar XJR (X308)

A dispetto delle poche modifiche estetiche riguardanti la mascherina, i paraurti, i cerchi e i nuovi interni, la X308, lanciata nel 1998 presentava notevoli novità tecniche rispetto alla X300. I vecchi motori a 6 e 12 cilindri vennero rimpiazzati con dei nuovi V8, un'architettura inedita per la Jaguar.

## LaX350(2003-2007)

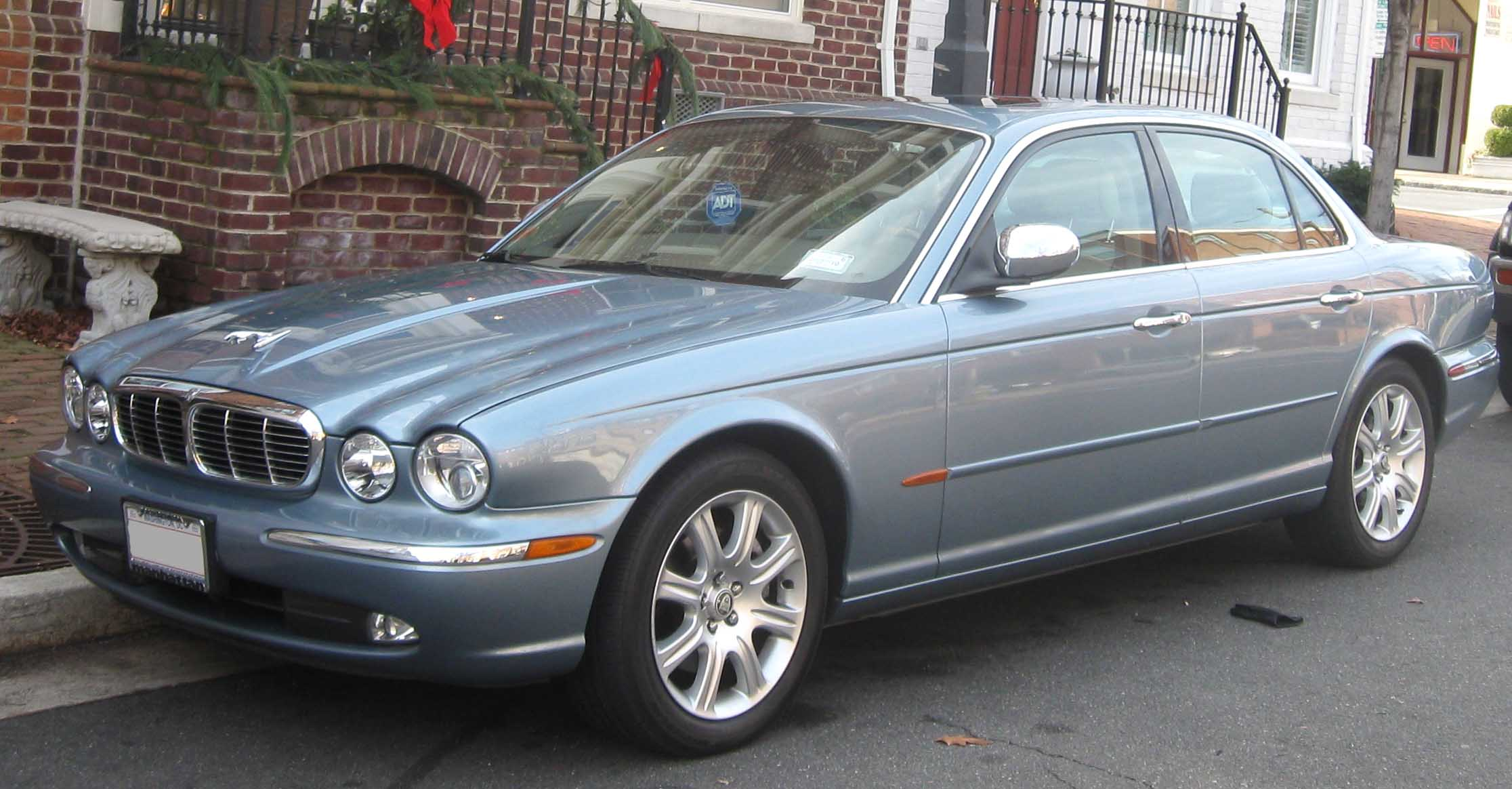
Una XJ Sovereign (X350)

All'inizio del 2003 comparve la nuova serie della XJ, la X350. Mentre gli interni e l'aspetto esteriore erano apparentemente conformi alla tradizione, la vettura fu completamente riprogettata; le misure erano maggiori per tutte e tre le dimensioni garantendo una maggiore abitabilità interna e un bagagliaio più spazioso. Il nuovo modello vide il ritorno della sigla XJ6 e del nuovo motore a 6 cilindri, per quanto in configurazione a V. Sebbene esteriormente avesse un aspetto tradizionale, il modello era tecnologicamente avanzato. Per la scocca la Jaguar scelse di ritornare ad una struttura interamente in lega d'alluminio come già era successo con l'antenata S-Type del 1958. Questa scelta progettuale rese la X350 molto più leggera delle rivali portandola ad avere, di conseguenza, migliori prestazioni, una superiore agilità ed un'ottima economizzazione dei consumi.
Il motore V8 fu offerto in tre cilindrate, 3,5 litri e 4,2 litri, di cui quest'ultimo anche in versione sovralimentata. Era anche disponibile, grazie alla leggerezza della vettura, un propulsore V6 da 3 litri, che fu tolto dal mercato quando venne offerto un inedito motore V6 Diesel bi-turbo da 2,7 litri, una novità assoluta per la Jaguar; entrambi non furono però commercializzati negli Stati Uniti d'America. Inoltre, venne offerto un nuovo cambio automatico a sei rapporti più leggero dei predecessori, con blocco del convertitore e una gamma più vasta di rapporti. Su richiesta erano disponibili le sospensioni a smorzamento autoadattativo oltre che autolivellante sul retrotreno. A differenza degli altri costruttori concorrenti, la Jaguar non offriva il controllo dell'altezza della vettura da parte del guidatore operata grazie all'innalzamento o l'abbassamento delle sospensioni, ma era disponibile un sistema completamente controllato dal computer, mentre il controllo dinamico di stabilità ed il controllo di trazione erano offerti di serie.
Era disponibile di serie anche il climatizzatore bizona, con il condizionatore quadrizona offerto sui modelli a passo lungo. Erano disponibili come accessori un'interfaccia touch screen per il controllo dei parametri della vettura, il navigatore satellitare, un'autoradio della Alpine ed un telefono Bluetooth. Era anche offerto il sistema Jaguar Voice per la segnalazione di vari messaggi tramite una voce sintetizzata da un computer. Anche questo modello di XJ ebbe l'analoga versione a marchio Daimler denominata Super V8.

## LaX358(2007-2009)

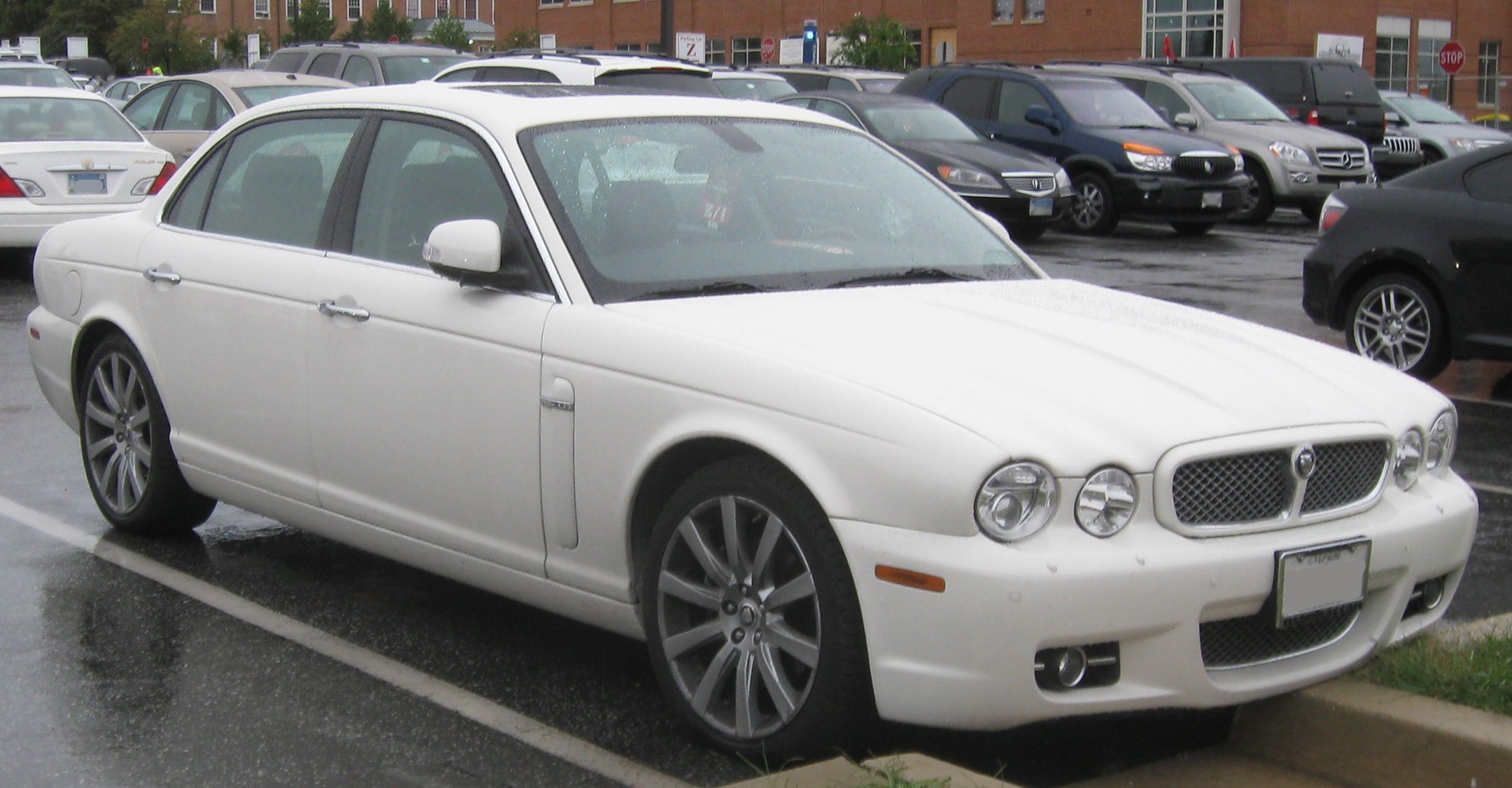
Una XJ (X358)

Il modello XJ versione X358 fu un'edizione rivista della X350 e venne svelata al pubblico nel febbraio del 2006.
Esteticamente, i cambiamenti maggiori furono applicati alla calandra, che portò ad un frontale più aggressivo e vennero aggiunte le prese d’aria laterali che ricordavano quelle previste da Ian Callum per la seconda serie della XK. Gli specchietti retrovisori esterni includono gli indicatori di direzione laterali.
Anche l'aggiornamento di questo modello portò alla realizzazione dell'ultima versione a marchio Daimler: la nuova Super Eight, disponibile esclusivamente a passo allungato. Questa storica consuetudine si concluse definitivamente con questo modello nel 2009.

## LaX351(2009–2019)

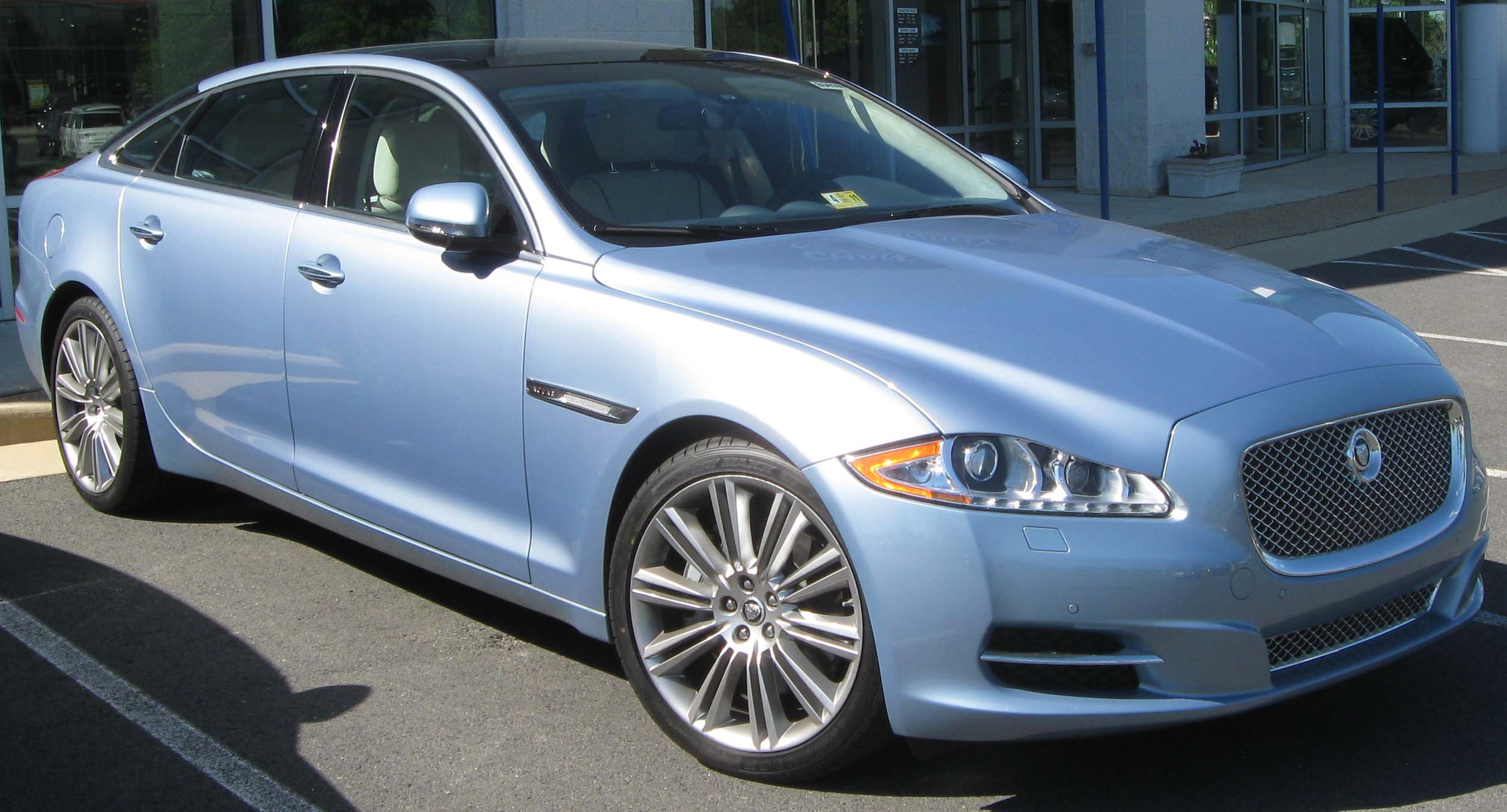
La nuova XJ (X351)

Il 9 luglio 2009, la nuova XJ è stata presentata ufficialmente al pubblico alla Galleria Saatchi di Londra alla presenza di Jay Leno e Elle Macpherson. L'avvenimento è stato trasmesso in diretta sul sito ufficiale della Jaguar. A seguito dell'acquisizione della Jaguar da parte del gruppo indiano Tata Motors, la scelta del nuovo e discusso design di Ian Callum conferisce alla nuova XJ una linea e un'impostazione stilistica radicalmente differenti da tutti i modelli precedenti.

## Altri usi
La meccanica della Jaguar XJ è stata applicata a varie auto di lusso come la Panther J.72, così come la Panther De Ville.